# Tanacetum eginense
Tanacetum eginense là một loài thực vật có hoa trong họ Cúc. Loài này được (Bornm.) Grierson miêu tả khoa học đầu tiên năm 1975.